# The Greatest Showman
The Greatest Showman è un film del 2017 diretto da Michael Gracey.
Scritto da Jenny Bricks e Bill Condon, il film ha come protagonista Hugh Jackman nel ruolo di Phineas Taylor Barnum, fondatore del Ringling Bros. e Barnum & Bailey Circus.

## Trama
All'inizio del XIX secolo, il giovane Phineas Taylor Barnum e suo padre Philo, sarto, lavorano per la famiglia Hallett: il giovane Phineas è innamorato della loro giovane figlia, Charity. I due mantengono un rapporto epistolare nonostante le differenti classi sociali finché, da adulti, decidono di sposarsi e andare a vivere a New York: Charity è felice nonostante la vita umile e insieme crescono due figlie, Caroline e Helen, ma Barnum desidera di più.
L'agenzia di spedizioni presso cui lavora Barnum fallisce a causa di un tifone che fa inabissare tutte le sue navi da carico. Disoccupato, l'uomo decide di inseguire un suo sogno: aprire un museo delle cere, alla moda europea, nel centro di Manhattan, finanziato da un prestito bancario utilizzando come garanzia i documenti di possesso delle navi perdute dal suo ex datore di lavoro. Apre così il Barnum's American Museum. Le vendite dei biglietti vanno a rilento, così Caroline ed Helen suggeriscono di mettere in scena qualcosa di "vivo". Barnum aggiunge artisti "stravaganti", come la donna barbuta Lettie Lutz e il nano Charles Stratton. Questo fa aumentare l'affluenza di pubblico, ma anche le proteste e le cattive recensioni del noto critico James Gordon Bennett.
Barnum rinomina la sua impresa Barnum's Circus e recluta l'aristocratico drammaturgo Phillip Carlyle per aiutarlo a generare pubblicità: quest'ultimo si invaghisce della trapezista afroamericana Anne Wheeler. Gli introiti aumentano e Barnum riesce ad acquistare una villa in campagna che agognava sin da bambino: ha raggiunto il suo obiettivo di vita agiata, ma gli aristocratici della città vedono lui e la sua famiglia come degli arricchiti.
Grazie a Philip, il Circus attrarrà l'interesse della Regina Vittoria: all'evento è presente anche la famosa cantante svedese Jenny Lind, che Barnum convince a tenere un concerto negli Stati Uniti, propedeutico ad una eventuale tournée. Il debutto di Jenny a teatro riceve il plauso del pubblico aristocratico, tra cui i genitori di Philip: questi ultimi notano il timido approccio del figlio verso Anne, alla quale tiene la mano in pubblico. Grazie allo spettacolo Barnum guadagna il favore dei mecenati aristocratici e rimane affascinato dal loro opulento mondo. Infine, prende le distanze dalla sua troupe del Circus per diventare manager di Jenny e organizzandole la promessa tournée negli Stati Uniti. Charity rimane a Manhattan con le bambine, sentendosi sola e abbandonata. Durante la tournée, la cantante palesa la sua attrazione romantica verso il manager, che l'uomo rifiuta: la donna si vendica rubandogli un bacio in pubblico, fotografato dalla stampa, e abbandonando la tournée.
Philip e Anne, durante il loro primo appuntamento a teatro, incontrano i genitori di lui, che lo rimproverano per la pessima scelta della compagna (diversa classe sociale e diversa etnia): l'accaduto sconforta Anne sul loro futuro di coppia, impossibile da accettare socialmente.
Nel frattempo, la troupe di Barnum continua gli spettacoli al Circus, la loro casa, ma deve scontrarsi contro un gruppo di molestatori che li vede come diversi e disumani: questi appiccano l'incendio all'edificio. Barnum torna a New York proprio quella sera e riesce a soccorrere l'amico Philip, andato incontro alle fiamme per salvare Anne, in realtà già scappata. Charity, letto il giornale e vista la fotografia del bacio, abbandona il marito, rimproverandolo di essere innamorato solo del suo lavoro e porta le figlie a casa dei genitori.
Devastato, Barnum si ritira in un bar della zona, dove viene raggiunto dalla sua troupe che si riconosce come un'unica famiglia, offrendo nuove energie all'uomo. Si riconcilia con la moglie mentre Phillip si risveglia in ospedale con Anne al suo fianco. I due scelgono di diventare soci al 50% e scelgono l'economica soluzione di trasferire l'attività in un tendone all'aperto, più economico di un edificio. Il nuovo Circus è un grande successo, ma Barnum offre a Philip il suo ruolo di caposquadra per poter stare più tempo con la famiglia ed, infine, presentandosi al saggio di danza delle figlie in groppa ad un elefante. 

## Produzione
In lavorazione dal 2009, il film fu annunciato nel 2011, con Michael Gracey alla regia e Hugh Jackman nei panni di P. T. Barnum. Nell'ottobre 2013 Bill Condon venne chiamato per riscrivere la sceneggiatura, originariamente scritta da Jenny Bicks. Nel giugno 2016 Zac Efron entrò in trattative per affiancarlo. Nel luglio 2016 Michelle Williams entrò in trattative per interpretare la moglie del personaggio di Jackman. Nello stesso mese si unì al cast Zendaya e nel settembre 2016 Rebecca Ferguson.
Le riprese cominciarono nel novembre 2016 a New York.

## Promozione

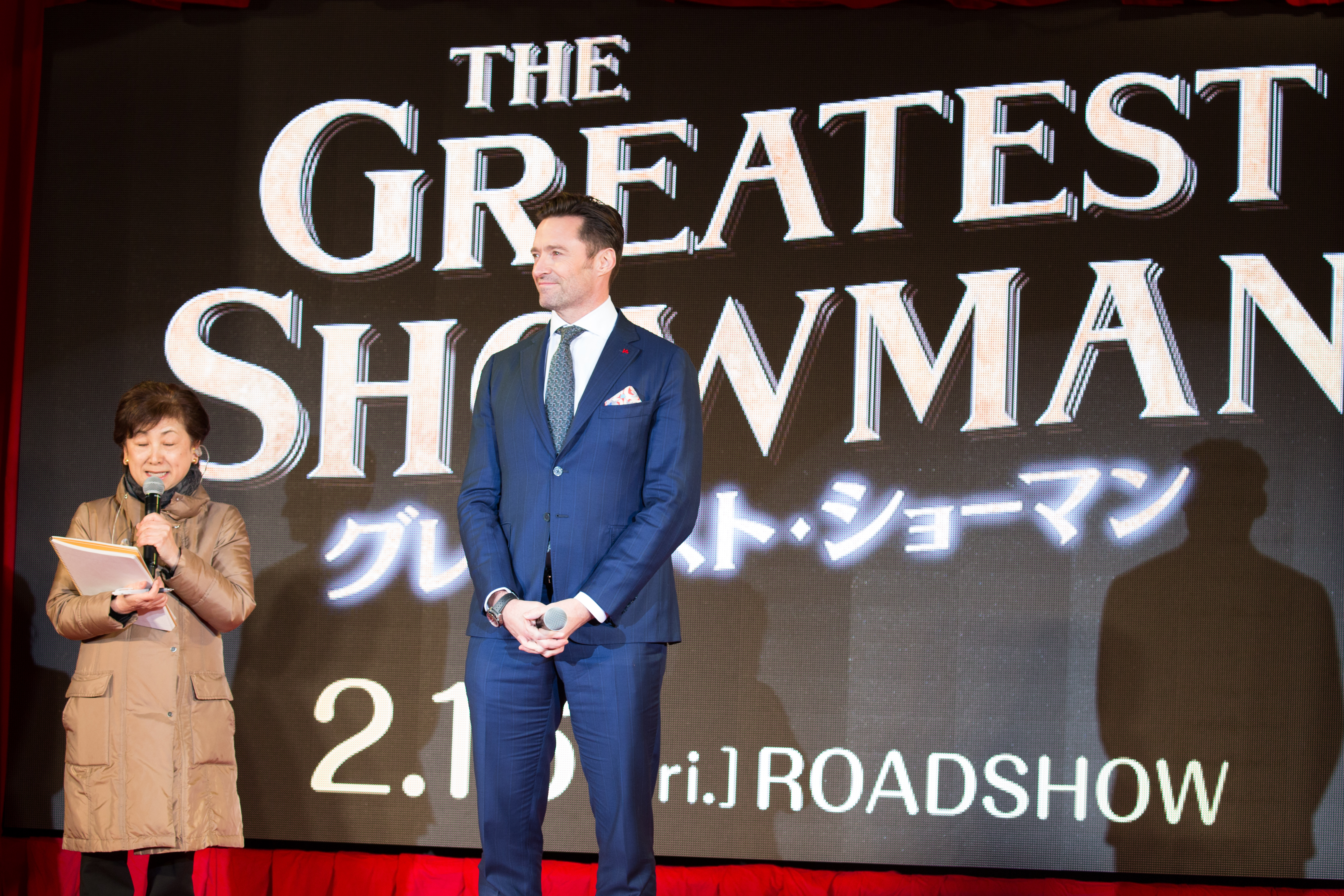
Hugh Jackman alla première giapponese del film

Il primo trailer venne distribuito il 28 giugno 2017, il secondo il 13 novembre 2017.

## Distribuzione
Inizialmente prevista per il 25 dicembre 2016, nel settembre 2015 la data di uscita venne posticipata di un anno. Il film fu distribuito il 20 dicembre 2017 negli Stati Uniti e il 25 dicembre 2017 in Italia.

## Accoglienza

### Incassi
Con un budget di 84 milioni di dollari ne ha incassati 435 nel mondo, di cui 3 milioni di euro in Italia.

### Critica
Il film è stato accolto da recensioni miste, generalmente positive, da parte della critica: è stato elogiato per le interpretazioni degli attori e la profonda colonna sonora, per cui ha ricevuto la candidatura al premio Oscar per la canzone "This is me", ma stroncato per la sua licenza poetica, con alcuni critici che lo hanno definito "superficiale".
Il sito aggregatore di recensioni Rotten Tomatoes riporta che il 56% delle 243 recensioni professionali ha dato un giudizio positivo sul film, con un voto medio di 5.90 su 10. Il commento del sito recita: «The Greatest Showman si sforza di abbagliare il pubblico con un senso di meraviglia in stile Barnum - ma a scapito della storia della vita reale molto più intrigante del suo soggetto complesso». Su Metacritic, il film detiene un punteggio del 48 su 100, basato su 43 recensioni.

## Riconoscimenti
- 2018 - Premi Oscar[16]
  - Candidatura come migliore canzone (This Is Me)
- 2018 - Golden Globe[17]
  - Migliore canzone originale (This Is Me)
  - Candidatura come miglior film commedia o musicale
  - Candidatura come miglior attore in un film commedia o musicale a Hugh Jackman
- 2018 - Critics' Choice Movie Award[18]
  - Candidatura come migliore canzone (This Is Me)
- 2018 - Casting Society of America[19]
  - Migliore Comedy Cast (Big Budget)
- 2018 - Empire Awards[20]
  - Candidatura al miglior design dei costumi a Ellen Mirojnick
  - Candidatura al miglior make-up e hairstyle
- 2018 - Golden Reel Awards[21]
  - Miglior Sound Editing - Musicale a Jen Monnar, Jim Harrison, Jeff Carson, Peter Myles e Sheri Ozeki
- 2018 - Kids' Choice Awards[22]
  - Attrice preferita a Zendaya
  - Candidatura come Film preferito
- 2018 - Saturn Award[23]
  - Miglior film d'azione o d'avventura
  - Candidatura come migliore costumista a Ellen Mirojnick
  - Candidatura per la miglior musica a John Debney e Joseph Trapanese
- 2018 - Teen Choice Awards[24]
  - Miglior film drammatico
  - Miglior attore drammatico a Zac Efron
  - Miglior attrice drammatica a Zendaya
  - Miglior coppia cinematografica a Zac Efron e Zendaya
  - Candidatura al miglior attore drammatico Hugh Jackman
  - Candidatura alla miglior attrice  esordiente a Keala Settle
  - Candidatura al miglior bacio a Zac Efron e Zendaya
- 2019 - Grammy Awards[25]
  - Migliore colonna sonora per i media visivi a Jen Monnar, Jim Harrison, Jeff Carson, Peter Myles e Sheri Ozeki
  - Candidatura per la miglior canzone scritta per un media visivo (This Is Me)